# Vincent-Guillaume Otis
Pour les articles homonymes, voir Otis.
Vincent-Guillaume Otis est un acteur québécois né en 1978. Il est diplômé de l'École nationale de théâtre du Canada (en 2003).
Jeune acteur de talent, il a aussi dirigé la troupe de La Roulotte pour le spectacle Zorro. Il dirige la compagnie Picouille Théâtre. Son interprétation de Babine, un personnage central de l’œuvre de Fred Pellerin, l'a fait connaître au grand public. Les deux saisons de Série noire, où il joue l'un des deux protagonistes, le font aussi connaitre au petit écran,. Il fait également partie de la distribution de District 31 jouant le rôle de Patrick Bissonnette et de Ruptures interprétant le rôle d’Étienne Dalphond.

## Biographie
Vincent-Guillaume Otis a accepté d'être le président d'honneur de la "Semaine Québécoise de la Déficience Intellectuelle" en 2011. Ses enfants sont Florent, Éléonore et Gustave. Son épouse est la comédienne Éveline Gélinas.

## Filmographie

### Cinéma
- 2005 : Le Survenant : Vincent Provençal
- 2006 : Le silence nous fera écho : Philippe
- 2006 : Marie-Antoinette : le comte d'Artois
- 2007 : Code 13 : le cycliste
- 2008 : Ce qu'il faut pour vivre
- 2008 : Babine : Babine
- 2008 : Le Déserteur : Armand Roy
- 2013 : La Maison du pêcheur d'Alain Chartrand
- 2013 : Gabrielle de Louise Archambault
- 2015 : Chasse-Galerie : La légende de Jean-Philippe Duval : Romain Boisjoli
- 2022 : Norbourg de Maxime Giroux : Éric Asselin

### Télévision
- 2004-2007 : Annie et ses hommes : Francis
- 2005-2006 : Kif-Kif : Antoine Johnson
- 2006 : Il était une fois dans le trouble : Manu
- 2006 : René Lévesque : Paul Rose
- 2006 : Caméra Café : Charles-Antoine (saison 5, épisode 11)
- 2007 : Tout sur moi : Jeune réalisateur
- 2010 : Une grenade avec ça? : Bruce Gribault
- 2010 : Musée Éden : Louis Morin
- 2012 : Apparences : Samuel
- 2014 : Mensonges : Eddy Beaudry (saison 1, épisode 3)
- 2013-2015: Série noire : Patrick Bouchard
- 2016-2019 : Ruptures : Étienne Dalphond
- 2016-2022 : District 31 : Patrick Bissonnette

## Distinctions

### Nominations
- 2009 : Prix Jutra : meilleur acteur dans Babine[3]

### Récompenses
- Gagnant d’un trophée Gémeau pour son interprétation de "Patrick Bissonnette" dans "District 31" en 2018.
- Gagnant meilleur interprétation masculine premier rôle au Gala Cinéma en 2022[4].